# アプリリア・スカラベオ

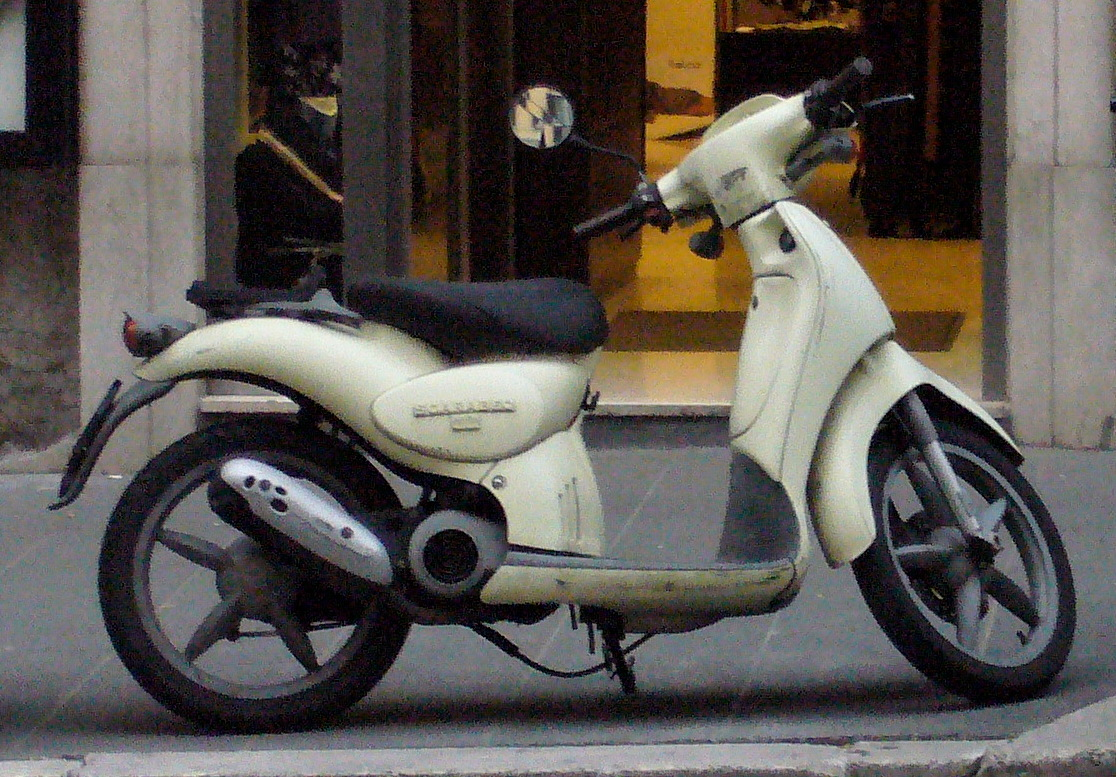
スカラベオ50

スカラベオ (Scarabeo ) はアプリリアが生産しているスクータータイプのオートバイの名称である。排気量は50、100、125、150、200、250、400、500ccと多様である。
大径ホイールが特徴のスクーターである。本国イタリアでは、スクーターと別項目にスカラベオというジャンルが置かれている。スカラベオとはイタリア語でフンコロガシ、コガネムシ、カブトムシ等のことである。

## モデル一覧

### スカラベオ125ie / 200ie
ピアッジオがリーダーエンジンのインジェクション化に成功したことにより製造されることとなった。外装に細かい変更点があり、さらにイタリアンスクーターとしては初のエコ/スポーツモードが採用された。エコモードにすることにより燃費が約7％向上する。エンジンはDOHCを搭載。

### スカラベオ125 / 200
ピアッジオ製のリーダーエンジンを搭載している。シート下はガソリンタンクがあるため車載工具が入る程度のスペースしかないが、容量50Lのリアボックスが標準装備されている。

### スカラベオ250
スカラベオ200のボアアップ版がスカラベオ250である。ピアッジオ製のクォーサーエンジンを搭載する。基本的にスカラベオ200と同一ボディだがリアボックスのデザインが変更されている。

### スカラベオ250GT
スカラベオ250と同一ボディにナックルガード、ヘッドライト周りにカウルを標準装備。リアボックスの着脱はできない。名前のGTはグランツーリスモの略であり、より長距離走行に適したデザインとなった。

### スカラベオ250ie
2006年スカラベオ250がフルモデルチェンジしインジェクションエンジンとなって販売された。ピアッジオのビバリークルーザーを基にスカラベオ500の特徴を備えるモデルとなった。フロントホイール16in、リアホイール14inはビバリー500と同一である。上下分割式ヘッドライト、格納式タンデムステップはスカラベオ500を受け継いでいる。ラージホイールスクーターはメットインスペースが小さいのが欠点であったがスカラベオ250ieはフルフェイスヘルメット＋αを収納できるスペースを確保した。これによりスカラベオに必ず標準装備だったリアボックスはオプションとなった。

### スカラベオ400ie
ピアッジオのマスターエンジンを搭載する。スカラベオ250ieと基本的にボディは同じだが、リアサスペンションのスプリング、マフラーがメッキされているなど細かい変更点がある。一般的なスクーターはエンジンの関係でメットインに凹凸があるがスクエア型に近いスカラベオは深さはないものの使い勝手はかなり良くなっている。またガソリンタンクはスカラベオ250ieが11Lなのに対して13L。

### スカラベオ500
On the Aprilia Scarabeo 500, a twist of the grip gives rein to a single-cylinder 460 cc engine—one of scootering’s largest—and thrusts the fairly hefty machine easily away from rest. Although the initial response is a bit soft, allowing well-co-coordinated Accord drivers to beat you off the line, the big single soon reaches its torque peak and begins to tow the Scarabeo with real urgency.